# 铁线鼠尾草
铁线鼠尾草（学名：Salvia adiantifolia）为唇形科鼠尾草属的植物，为中国的特有植物。分布于中国大陆的广东、广西、湖南、福建、江西等地，生长于海拔500米的地区，常生于林下、山脚以及路旁，目前尚未由人工引种栽培。